# Олехув-Новий
Олехув-Новий (пол. Olechów Nowy) — село в Польщі, у гміні Сенно Ліпського повіту Мазовецького воєводства.
Населення — 141 особа (2011).
У 1975-1998 роках село належало до Радомського воєводства.

## Демографія
Демографічна структура станом на 31 березня 2011 року:
|          | Загалом | Допрацездатний вік | Працездатний вік | Постпрацездатний вік |
| -------- | ------- | ------------------ | ---------------- | -------------------- |
| Чоловіки | 72      | 8                  | 54               | 10                   |
| Жінки    | 69      | 15                 | 41               | 13                   |
| Разом    | 141     | 23                 | 95               | 23                   |